# Зноймо (район)

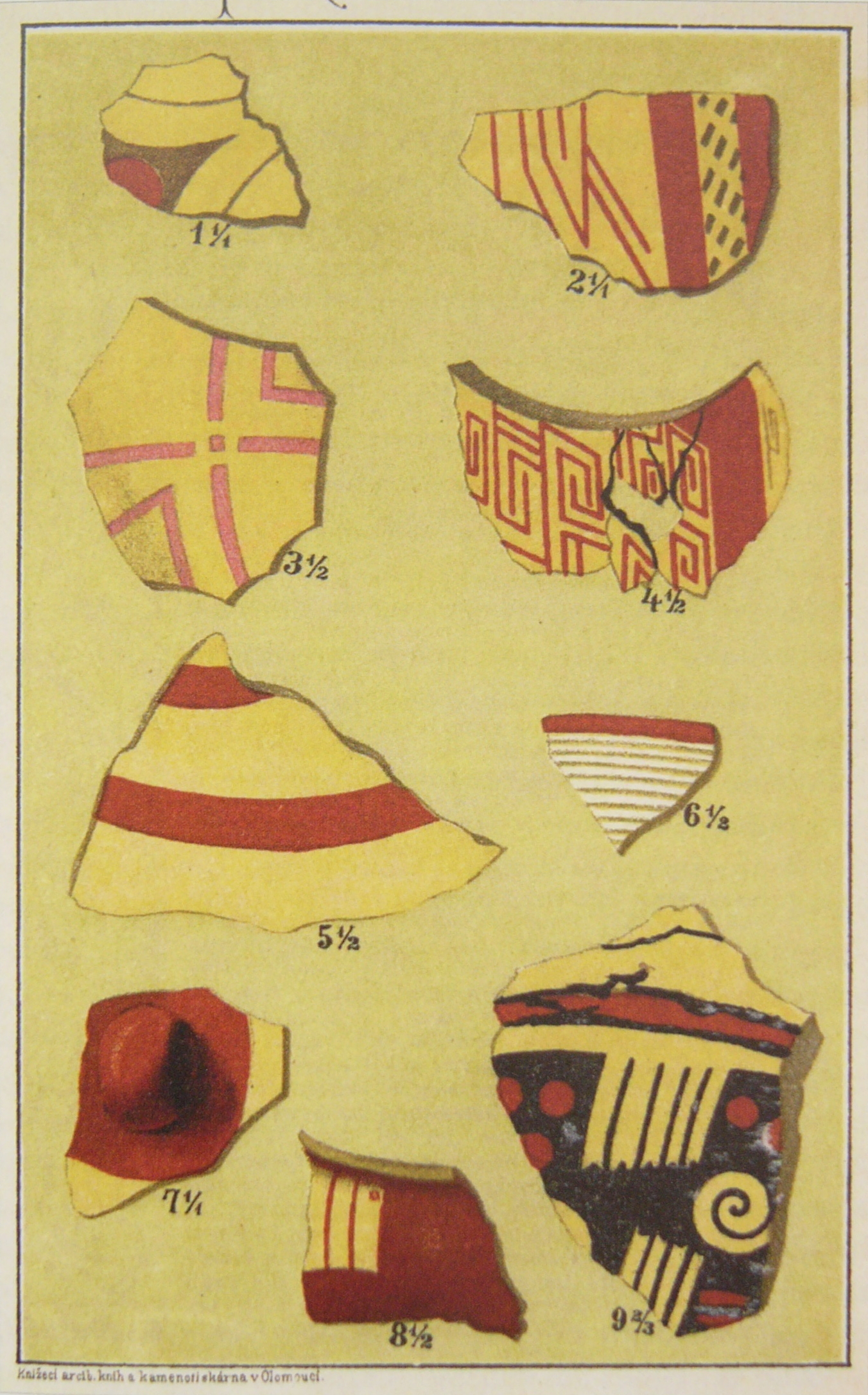
Культура моравской расписной керамики эпохи неолита (круг культур Лендьель). Образцы керамики из местности Ново-Сады (предместье Зноймо)

Райо́н Зно́ймо (чеш. okres Znojmo) — один из семи районов Южноморавского края Чешской Республики. Административный центр — город Зноймо. Площадь — 1 590,50 кв. км., население составляет 114 083 человека. В районе насчитывается 144 муниципалитета, из которых 5 — города, 10 — местечки.

## География
Расположен на юго-западе края. В рамках края граничит с районами Брно-пригород на северо-востоке и Бржецлав на западе. На северо-западе соседствует с районом Тршебич Высочинского края , на западе — с районом Йиндржихув-Градец Южночешского края. На юге — государственная граница с Австрией. На территории района находится один из четырёх национальных парков страны — Подийи.

## Города и население
Данные на 2009 год:
| Город                   | Население |
| ----------------------- | --------- |
| Зноймо                  | 35 193    |
| Моравски-Крумлов        | 5 996     |
| Грушовани-над-Евишовкоу | 3 311     |
| Мирослав                | 2 994     |
| Евишовице               | 1 136     |

| Всего           | Женщин           | Мужчин           |
| --------------- | ---------------- | ---------------- |
| 114 083 (100 %) | 57 792 (50,66 %) | 56 291 (49,34 %) |

Средняя плотность — 71,73 чел./км²; 42,63 % населения живёт в городах.

## Археология, палеоантропология, палеогенетика
Радиометрические датировки сложной системы шахт I-13-1 (KL 33 и 35) в Крумлоском лесу доказывают, что добыча полезных ископаемых в этом месте сохранилась с позднего мезолита до раннего неолита. Хорошо сохранившиеся скелеты женщин были обнаружены в 2002 году во время археологических исследований в доисторической горнодобывающей зоне в Крумловском лесу в районе Зноймо. Скелетные останки двух женщин были найдены на глубине 6 и 7 м. Последний скелет был отложен вместе с новорожденным ребёнком. Ребёнок был выровнен так, чтобы голова находилась на груди женщины, а тазовая кость ребенка находилась внутри её таза. Радиоуглеродные образцы, взятые из останков скелета, дали дату 5380±50 лет н. э. Согласно анализу ДНК, опубликованному О. Сери (O. Šerý) в 2010 году, обе женщины тесно связаны (сёстры или мать и дочь) и ни одна из них не является матерью обнаруженного ребёнка. Останки скелета ребёнка отличаются пятью аллелями от обоих женских скелетов. Специалисты Лаборатории антропологической реконструкции. Центра культурной антропологии Моравского регионального музея Эва Ваничкова и Ондржей Билек создали трёхмерные реконструкции по черепам женщин из Крумловского леса (4210 ± 90 лет до н. э., неолит, культура расписной моравской керамики).